# Konrad Knudsen
Konrad Gustav Knudsen (* 19. August 1890 in Drammen; † 16. Juni 1959) war ein norwegischer Maler, Journalist und Abgeordneter. Bekannt wurde er dadurch, dass er Leo Trotzki nach Norwegen einlud, um ihm Asyl zu gewähren.
Konrad Knudsen war Sohn eines Malers. Er studierte das Fach Wirtschaftsprüfung (Handelsskole) und arbeitete als Maler in Drammen, ehe er 1908 in die USA reiste. Dort verdiente er seinen Lebensunterhalt als Maler, Holzfäller und Bauarbeiter. Er wurde schließlich Redakteur einer regionalen Zeitung, die in norwegischer Sprache erschien. 
1920 kehrte Knudsen nach Drammen zurück. Bis 1923 arbeitete er als Malermeister, dann bekam er eine Stelle als Redakteur der Zeitung Fremtiden. Ab 1921 hatte er verschiedene Positionen innerhalb der Arbeiterpartei inne. 1937 wurde er ins norwegische Parlament gewählt, dem er bis 1957 angehörte.
Im Jahr 1935 lud er Leo Trotzki nach Norwegen ein. Trotzki wohnte zunächst in Knudsens Haus in Norderhov, außerhalb des kleinen Ortes Hønefoss. Nach einem Einbruch norwegischer Faschisten intervenierte die Regierung und Trotzki zog auf Befehl des Justizministers und späteren UN-Generalsekretärs Trygve Lie um.
Im Zweiten Weltkrieg hielt sich Knudsen zuerst in Schweden, dann in Kanada und schließlich in den USA auf. Er arbeitete für einen Informationsdienst der norwegischen Regierung sowie den obersten Rechnungshof Norwegens.
Von 1949 bis 1957 war er oberster Rechnungsprüfer Norwegens.